# Szach i mat!
Szach i mat! – polski film krótkometrażowy z gatunku fantasy z 1967 roku na podstawie opowiadania Ludwika Niemojowskiego. Film z cyklu Opowieści niezwykłe.

## Fabuła
Film opowiada o losach Bartolomeo – genialnego szachisty, który zniszczył swe życie osobiste w wyniku manii gry.

## Obsada aktorska
- Andrzej Łapicki − Bartolomeo
- Jan Kreczmar − Anglik, właściciel automatu do gry w szachy
- Kazimierz Rudzki − autor
- Mieczysław Czechowicz − James, lokaj Anglika
- Bogumił Kobiela − artysta wykonujący odlew twarzy Bartolomea
- Mieczysław Pawlikowski − ojciec Angeliki
- Ewa Wiśniewska − Angelica, narzeczona Bartolomea
- Wojciech Rajewski − Jacobo, grający w szachy z ojcem Angeliki
- Ryszard Barycz − przyjaciel Bartolomea
- Hanna Maria Giza − dziewczyna w domu Angeliki